# Cal Metre
Cal Metre (o Colònia Alsina) és una colònia tèxtil integrada dins el nucli urbà de Gironella (el Berguedà), inclosa en l'Inventari del Patrimoni Arquitectònic de Catalunya.

## Descripció
La colònia de Cal Metre queda actualment situada dins el nucli de Gironella. Seguint el curs del riu Llobregat, la podem trobar entre les colònies de Cal Bassacs i l'Ametlla de Casserres, a l'esquerra del Llobregat. La fàbrica i els pisos per als treballadors constitueixen un recinte tancat entre la muralla i el canal, l'entrada al qual s'efectua pel cantó nord. S'hi accedeix des de la rotonda de l'entrada nord al nucli de Gironella, al costat del pont sobre el Llobregat. La fàbrica és un clar exemple de l'arquitectura industrial del segle xix, de tipus totalment funcional. Té unes naus de grans dimensions, estructurades en dos i tres pisos i al seu voltant, els magatzems i les oficines.
El creixement del nucli urbà de Gironella de final segle xix comportà que el conjunt industrial de Cal Metre, que en un principi era fora del nucli, quedés engolit dins l'espai urbà d'aquesta vila. A causa d'aquesta proximitat, Cal Metre no desenvolupà un conjunt de serveis i equipaments propis com feren la majoria de les altres colònies del Berguedà, ja que els treballadors podien disposar dels de la vila. Per aquest motiu cal Metre es pot considerar, segons la classificació de Jordi Clua, com una colònia bàsica.

### Torre de cal Metre
Molt a prop de la fàbrica trobem la torre, en un nivell més elevat, tocant al nucli antic del poble. És un edifici de quatre vents, amb coberta a quatre aigües amb teula àrab i un jardí a la zona de migdia. L'entrada és per tramuntana i presenta una façana totalment simètrica. El parament és de petites pedres unides amb morter i després arrebossat. Les obertures són arcs escarsers amb ampits de pedra i la coberta, a dues aigües amb teula àrab.

## Història
L'impulsor de cal Metre fou Ramon Alsina i Postius, el qual era de Berga, on ja era conegut amb el sobrenom de «Metre»; com els seus avantpassats, es dedicava a la filatura i al teixit de cotó. El seu germà, Josep Alsina i Postius, era fuster i petit fabricant a Berga, i el fill d'aquest, Joan Alsina i Rosal, es va traslladar a Sant Andreu de Palomar, tot i que els negocis no van anar bé i el 1877 li van embargar una gran fàbrica que hi tenia.
Ramon Alsina i Postius es va casar el 1824 amb Lluïsa Rodergas Comellas, filla de Marc Rodergas, membre d'una família berguedana que es dedicava a la filatura i al teixit des del segle xviii. De Berga van passar a Manlleu, on el 1850 tenien una filatura amb 28 treballadors. Posteriorment es traslladà altre cop al Berguedà, i més concretament a Gironella, on Ramon Alsina va comprar el molí fariner de Gironella el 4 de desembre de 1860 quan va sortir a subhasta. Aviat el posà de nou en funcionament i el 8 de juliol de 1861 comprava un terreny situat prop del molí, que posteriorment li va permetre ampliar la fàbrica.
Està documentat l'interès constant de la família Alsina per ampliar i millorar la resclosa i el canal, a fi d'obtenir un augment de la concessió d'aigua i així utilitzar més energia hidràulica.
La família, com tots els altres fabricants de riu berguedans, va traslladar la seva oficina comercial i la seva residència a Barcelona, però continuava mantenint una casa a Gironella, on els propietaris feien llargues estades, especialment Ramon Alsina i el seu fill, que portaven directament la fàbrica. Ramon Alsina i Postius va morir l'any 1870 i va deixar com a hereu del seu patrimoni (la fàbrica, el molí i les terres de cal Metre) el seu fill Ramon Alsina i Rodergas. La vídua, Lluïsa Rodergas, va morir 7 anys més tard, als 70 anys.
Ramon Alsina i Rodergas, l'hereu, es va casar amb Filomena Orriols de Castellar de N'Hug, Amb Ramon Alsina i Rodergas el negoci familiar es va transformar: d'una modesta filatura es va passar a una gran fàbrica de filats i teixits de cotó, al mateix temps que el vell molí es transformava en una moderna farinera el 1871. A partir de l'any 1880 van començar a teixir, primer amb pocs telers, però aviat va caldre sol·licitar un augment de la concessió d'aigua que arribarà, el 1898, a 3.600 l/seg. Quan mor Filomena, Ramon Alsina Rodergas es casa amb la seva neboda, Assumpcio Orriols Torrescasana i tenen un fill, l'hereu, Ramon Alsina Orriols. El creixement és continuat fins que mor Ramon Alsina i Rodergas, el 6 de setembre de 1921. En el moment de màxima esplendor la fàbrica va arribar a tenir més de 9.000 fusos i 355 telers.
Quan va morir Ramon Alsina i Rodergas, el seu fill i hereu encara era menor d'edat, per la qual cosa es va nomenar un consell familiar fins que arribà a la majoria d'edat, l'any 1923. Ramon Alsina i Orriols va morir solter, malalt i sense fer testament. El seu oncle, Climent Vilella i Forgas, de Bagà, va lluitar perquè durant la Guerra Civil espanyola no se l'emportessin al front però se'l van acabar enduent i morí per culpa d'una infecció. El 1940 el jutge va nomenar hereus el seus oncles, Francesc i Dolors Orriols i Torrescassana (muller de Climent Vilella) de La Tor, al municipi de La Quar. Els successors dels quals, Joan i Montserrat Vilella i Orriols i Núria Orriols i Niubó, van crear el 1947 la societat anònima «S.A. Fabril de Gironella».
A les últimes dècades del segle xix a la fàbrica de Cal Metre, com en la gran majoria de les colònies i fàbriques tèxtils catalanes, es van produir mobilitzacions obreres reivindicant millores en les condicions de treball, que eren molt dures. Els obrers feien dotze hores diàries o més, sis dies a la setmana i en unes condicions poc agradables i sovint perilloses. El novembre de l'any 1881, per exemple, els obrers es declararen en vaga per protestar contra les condicions laborals duríssimes que havien de patir. Una altra vaga, més important, en la qual se sumaren la majoria de treballadors de les colònies del Llobregat, es produí l'any 1890, a conseqüència de la qual molts treballadors foren acomiadats.

## Galeria d'imatges

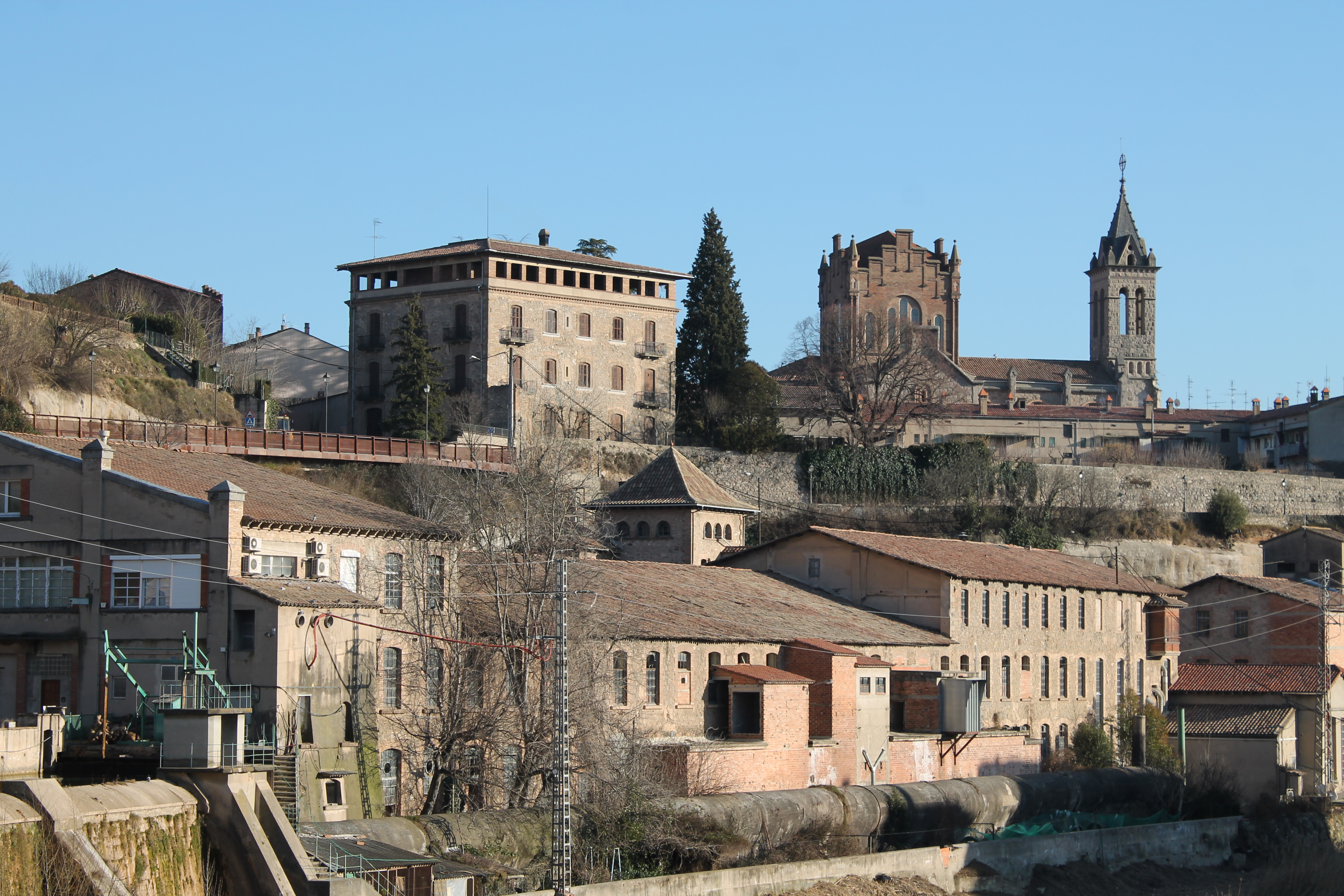
Cal Metre: Fàbrica, torre de l'amo i Església de Santa Eulàlia al fons.
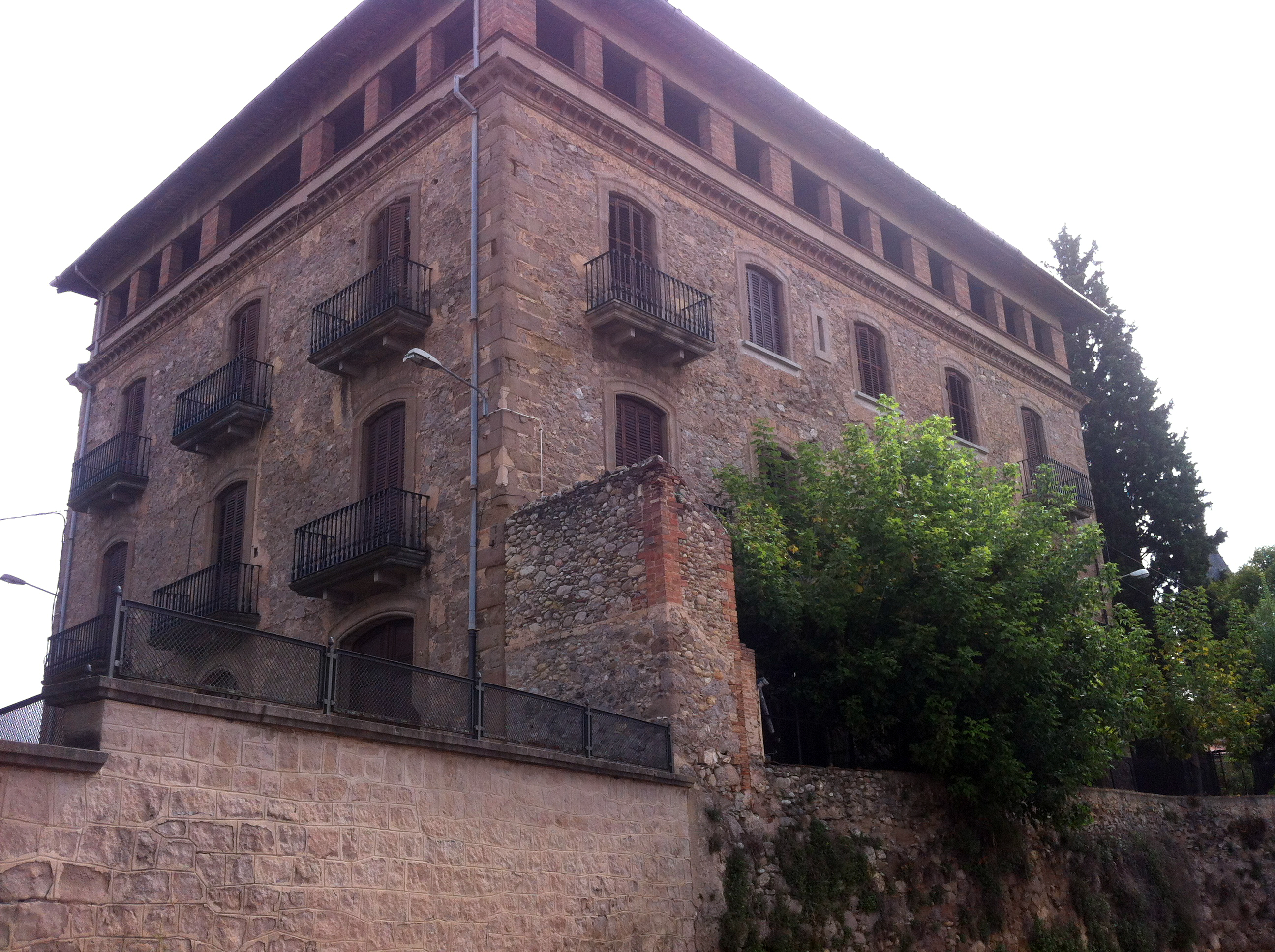
Torre de Cal Metre (situada en el nucli antic de Gironella)
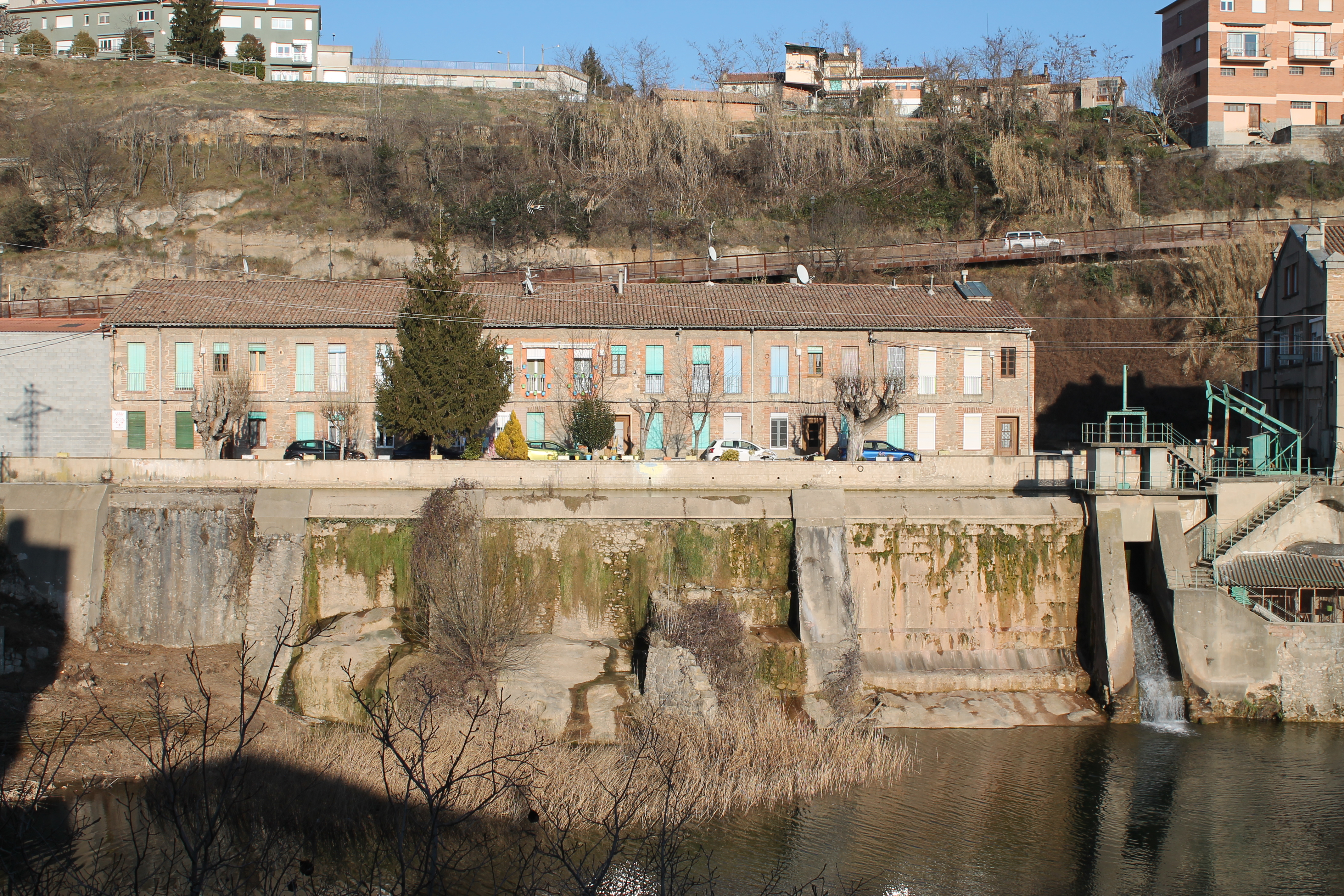
Colònia de cal Metre, pisos dels treballadors.
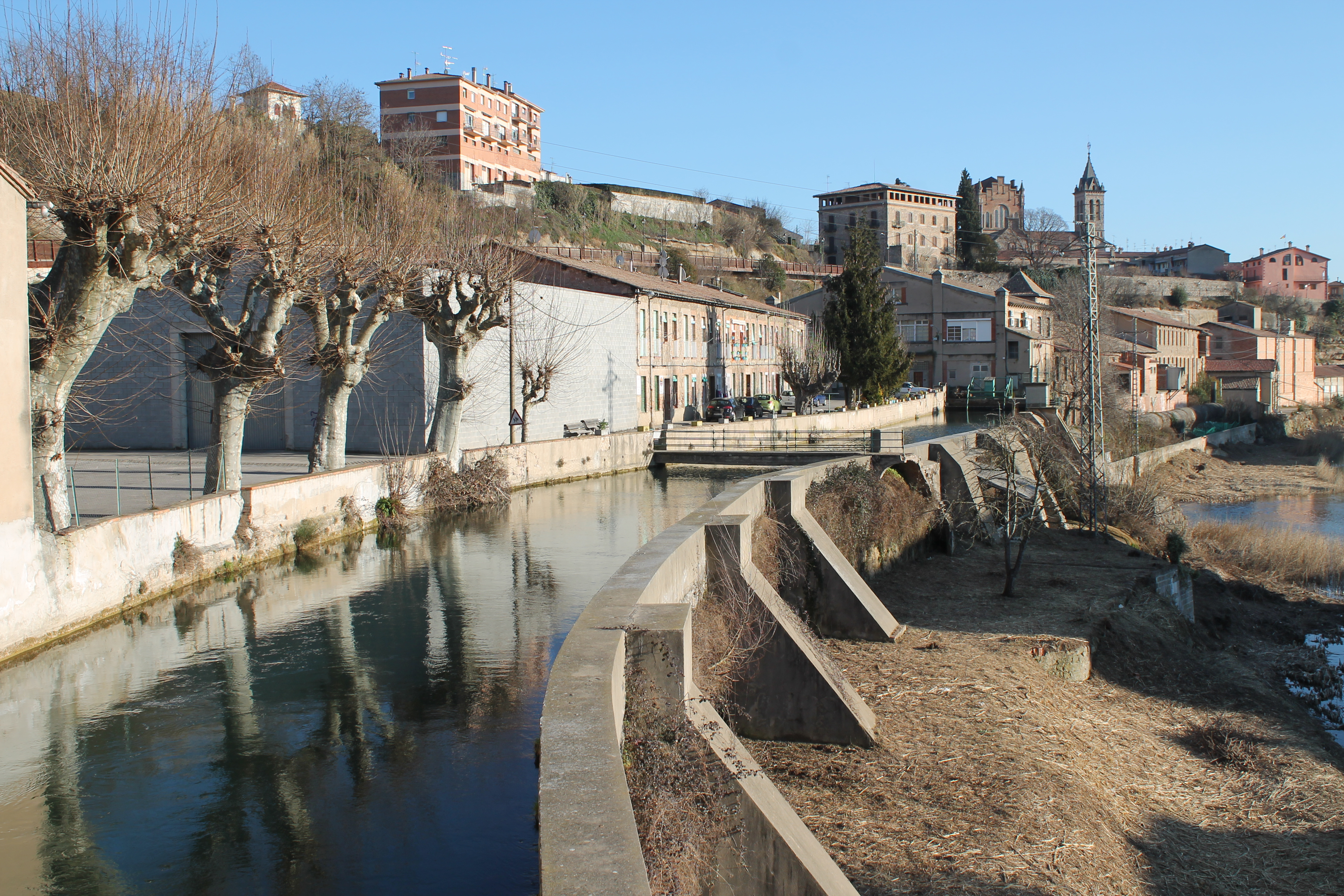
Canal de Cal Metre (Gironella)